# صفاء ناصر الدين
صفاء ناصرالدين (وُلدت في 5 مايو 1969 في القدس –) مهندسة إلكترونية فلسطينية، شغلت منصب وزير الاتصالات وتكنولوجيا المعلومات في حكومات سلام فياض الثالثة، ورامي الحمد الله الأولى والثانية بين عامي 2012 و 2014.

## نشأتها وتحصيلها العلمي
من مواليد فلسطين القدس بتاريخ 5/5/1969 م وخريجي مدرسة الشميدت، اكملت دراساتها الجامعية في جامعة القدس في أبو ديس، وحصلت على درجة البكالوريوس في تخصص الهندسة الالكترونية، وعينت معيدة في جامعة القدس. أكملت دراساتها العليا في فرنسا بنفس التخصص، وحصلت على درجة الماجستير والدكتوراه. عملت في معهد وجدي أبو غريبة التكنولوجي كعميد ومديرة للمعهد. عملت مستشارة لوزير الاتصالات وتكنولوجيا المعلومات ومستشارة في عدة مؤسسات رسمية. في العام 2010 عملت في جامعة القدس عميدة لكلية هند الحسيني للبنات.
في 16/5/2012 تم تعينها وزيرة للاتصالات وتكنولوجيا المعلومات في فلسطين، وهي تعتبر أول امراه تشغل منصب وزيره الاتصالات في الوطن العربي.

### الدرجة العلمية
دكتوراه في الهندسة الإلكترونية من فرنسا.

### الاختصاصات
- عميدة الكلية الأكاديمية،
- متخصصة بتكنولوجيا المعلومات.
- كبيرة مستشاري الموارد البشرية.
- المنسقة العامة للحكومة الوطنية الالكترونية.

## حياتها
تم اختيارها وتعينها من قبل حكومة سلام فياض لتشغل منصب وزيره للاتصالات وتكنولوجيا المعلومات في تاريخ 16/5/2012 حتى 2014.
- عضوة في المجتمع الفلسطيني -المصدر المفتوح- منذ تشرين الثاني 2009.
- عضوة في جمعية الفلسطينيين في فرنسا 1998 حتى 2003.
- طالبة وعضوة منذ عام 1997، وعضوة من الفئة الفنية منذ عام 2004. في IEEE .
- برنامج المنح الدراسية الفلسطينية، والمنح الدراسية المقدمة من قبل القنصلية الفرنسية في القدس. سبتمبر 1995 - أغسطس 1999. تقدم التمويل الكامل للدراسة في فرنسا.
- بكالوريوس مع مرتبة الشرف، نيسان 1994 .
- عملت في معهد وجدي أبو غريبة التكنولوجي كعميد ومديرة للمعهد.
- عملت مستشارة لوزير الاتصالات وتكنولوجيا المعلومات.
- عضوة في فرقة عمل وطنية لمنظمة التجارة العالمية أبريل 2011.
- عضوة في لجنة وطنية لتطوير السجل السكاني والتشغيل الآلي منذ عام 2011. - مستشارة في عدة مؤسسات رسمية. في العام 2010
- عملت في جامعة القدس عميدة لكلية هند الحسيني للبنات.
- عملت منسق عام للحكومة الالكترونية في فلسطين.
- عضو في الفريق الاستشاري لانضمام فلسطين إلى منظمة التجارة العالمية WTO - .
- عضو في لجنة تحكيم مسابقة «صنع في فلسطين في العام 2008 .
- عضو في جمعية سيدات القدس القديمة.
- وزيره للاتصالات وتكنولوجيا المعلومات الفلسطينية من تاريخ 16/5/2012 .
- تم تجديد الثقة بمنصب وزيره الاتصالات والمعلومات الفلسطينية تحت رئاسة الدكتور رامي الحمد لله بتاريخ 9/6/2013 .[1]
- في 3 فبراير 2018، شُكل مجلس إدارة المجلس الأعلى للإبداع والتميز للمرة الثانية، وعينها الرئيس محمود عباس عضوةً فيه حيث استمرت حتى 1 أبريل 2024.[2] وفي 1 أبريل 2024، أُعيد تشكيل مجلس الإدارة واستمرت لفترة جديدة.[3]

## وزيره الاتصالات وانجازاتها
قامت بوضع بصمتها في مجالات كثيره منها جهودا كبيرة تبذل على عدة محاور للنهوض بقطاع الاتصالات في فلسطين.
- 9/5/2013 أعلنت وزيرة الاتصالات وتكنولوجيا المعلومات د. صفاء ناصر الدين عن البدء ببناء مركز التبادل للبريد الدولي.
- اعتماد إطار التبادل البيني «زنار» كوثيقة مرجعية في جميع الوزارات والمؤسسات الحكومية من قبل مجلس الوزراء وتشكيل الفريق الوطني لزنار بقيادة وزارة الاتصالات وعدد من الوزارات الأخرى.
- إصدار أول طابع ايرادات باسم دولة فلسطين.

## تكريمات
- 14/11/2012 كرمت القمة الإقليمية لتحالف ألواني الدكتورة صفاء ناصر الدين وزيرة الاتصالات وتكنولوجيا المعلومات أول امرأة وزيرة في هذا المجال.